# (30275) Eskow
(30275) Eskow est un astéroïde de la ceinture principale d'astéroïdes.

## Description
(30275) Eskow est un astéroïde de la ceinture principale d'astéroïdes. Il fut découvert le 29 avril 2000 à Socorro (Nouveau-Mexique) par le projet LINEAR. Il présente une orbite caractérisée par un demi-grand axe de 2,60 UA, une excentricité de 0,18 et une inclinaison de 2,2° par rapport à l'écliptique.

## Compléments